# 張以邁
張以邁（17世紀—17世紀），字月征，號匡廬，浙江金華府浦江縣人，明朝、南明政治人物。

## 生平
張以邁是萬曆十四年進士張應槐曾孫，自幼聰敏，成年後在崇禎十二年（1639年）中舉人，崇禎十六年（1643年）成進士，授中書舍人，負責冊封江西藩王。
魯王朱以海監國，張以邁歷任工部都水司主事、員外郎、郎中；其後隱居在縣北，因仰慕綠野香山稱其堂名「緣香堂」，以詩酒自娛不問世事。客人來到談及時政，他總裝醉不回答，二十多年後飲酒過量患病去世。

## 著作
有《南州集》、《沈水草》、《匡廬集》等著作流傳。

## 引用
1. 1 2  錢海岳《南明史·卷八十一·列傳第五十七》：同（張文郁）時（魯王）刑、工二部司官：……張以邁，字月征，浦江人。崇禎十六年進士，授中書舍人，冊封江西。歷都水主事、員外郎、郎中。隱。
2. ↑  民國《浦江縣志稿·卷六·人物志》：崇禎十二年己卯科（舉人） 張以邁 癸未進士
3. ↑  民國《浦江縣志稿·卷九·人物志》：張以邁，字月征，號匡廬，應槐曾孫。幼聰敏，弱冠舉於鄉，癸未成進士，任中書舍人，冊封江西，會鼎革屏居縣北，顏其堂曰「緣香」，有慕綠野香山之意，詩酒自娛，不與戶外事。客有言時政者輒以醉不答，閱二十餘年以病酒卒，所著有《南州集》、《沈水草》、《匡廬集》行世。